# Självmordsförsök
Självmordsförsök, parasuicid, innebär att en person gör ett försök att begå självmord, men överlever. Beräkningar gör gällande att 10–15 procent av dem som överlever ett självmordsförsök kommer att dö genom självmord. De som överlever ett självmordsförsök kan drabbas av allvarliga skador och funktionshinder. Den som överlever en hängning kan på grund av syrebrist drabbas av hjärnskador, medan den som tar en överdos med droger kan få organsvikt, särskilt leversvikt. Den som hoppar från hög höjd och överlever kan ådra sig svåra skador på ryggrad och skallben/hjärna.
Det är inte ovanligt att personer som företar misslyckade självmordshandlingar både vill och inte vill fortsätta leva. Handlingen utgör då ett försök att bryta det starka spänningstillstånd de hamnat i.